# 胶澳租借条约
《胶澳租借条约》（德語：Vertrag zwischen dem Deutschen Reiche und China wegen Ueberlassung von Kiautschou），又称《德租胶澳专条》，是1898年3月6日瓜分风潮期间德意志帝國强迫清政府在北京订立的不平等条约。条约共3端10款，德国通过该条约租借胶澳（即胶州湾）及其周边地区（今属青岛市）99年，山东省成为德国的势力范围。一戰後，该条约被二十一條取代。

## 背景
1896年12月14日（农历十一月十日）德国驻华公使海靖正式向大清总理衙门提出租借胶澳地区五十年之要求。总理衙门加以婉拒。1897年11月1日，发生曹州教案，兩名德國傳教士在山東鉅野（今菏澤市巨野县）被殺，德国趁机派軍艦于11月14日佔領胶澳。1898年3月6日由李鸿章、翁同代表滿清政府，在北京与德国驻中國公使海靖签署《中德胶澳租界条约》。條約内容包括租借胶澳地区、修筑胶济铁路及开发沿线矿藏，和山东省事务共三端十款。及後分別在1898年8月22日簽訂的《膠澳租地合同》，10月6日簽訂的《膠澳潮平合同》和《膠澳邊界合同》確定了德國租借区域的範圍。

## 主要內容
條約主要内容是：
1. 胶澳地区租与德国，租期99年，租期内胶澳地区完全由德国管辖；
2. 胶州湾沿岸100里内，划为中立区，但德国军队有自由通行权；
3. 允许德国在山东境内修筑两条铁路，一条由胶澳地区经潍县、青州（今益都）、博山、邹平等地达济南，另一条由胶澳地区经沂州（今临沂）、莱芜至济南；
4. 德商享有铁路沿线两侧30里以内的开矿权；
5. 山东境内开办各项工程，需用外国人员、资金、器材时，德商有优先承办权。

此后，胶澳地区成为德国的租借地并开始以青岛为中心的城市建设，山东变成德国的势力范围。

## 原本保存
条约原件包括华文两份和德文两份共四份，中德两国各执一份华文和一份德文。

### 德方原件
德方原件存于德国外交部政治档案馆。2004年10月，青岛市档案局获得德方《胶澳租借条约》原件的复制品，并将之存放于青岛市档案馆
。

### 中方原件
原存於中華民國外交部，現寄存於中華民國臺北市的外雙溪國立故宮博物院恆溫恆濕的庫房保存。